# 코미디 오브 파워
코미디 오브 파워(L'Ivresse Du Pouvoir, Comedy Of Power)는 프랑스에서 제작된 끌로드 샤브롤 감독의 2006년 영화이다. 이자벨 위페르 등이 주연으로 출연하였고 패트릭 고도 등이 제작에 참여하였다.

## 출연

### 주연
- 이자벨 위페르
- 프랑수와 벨레앙

### 조연
- 패트릭 브루엘
- 마릴느 칸토
- 로빈 레누시
- 토머스 샤브롤

## 제작진
- 공동제작: 알프레드 허머